# Kościół św. Michała Archanioła w Kończycach Wielkich
Kościół pod wezwaniem Świętego Michała Archanioła w Kończycach Wielkich – zabytkowy, drewniany kościół parafialny parafii św. Michała Archanioła w Kończycach Wielkich, wybudowany w 1777 roku. Jest największym drewnianym kościołem na Śląsku Cieszyńskim.
Kościół znajduje się na Szlaku Architektury Drewnianej województwa śląskiego w pętli pszczyńskiej.

## Historia

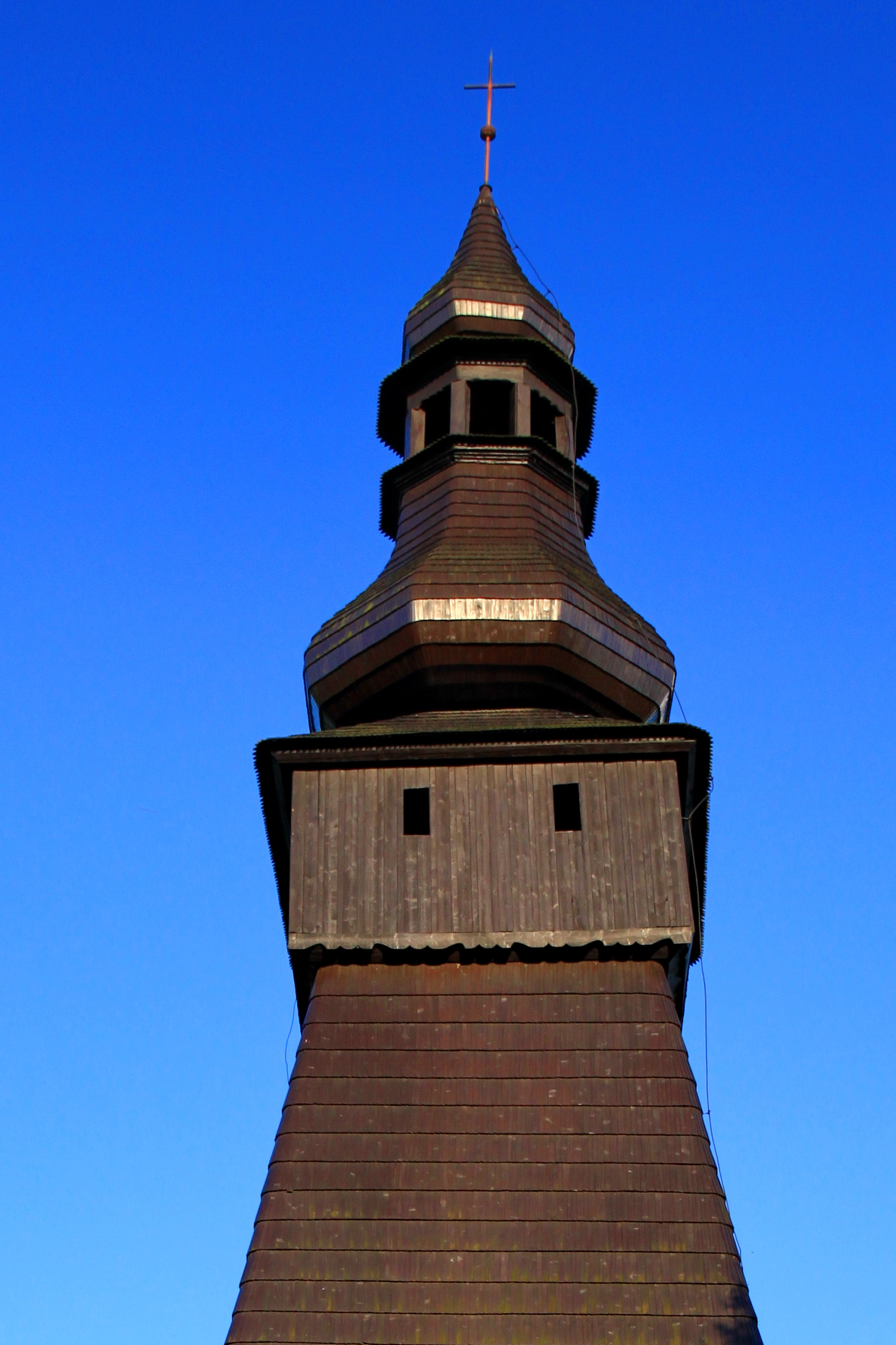
Wieża

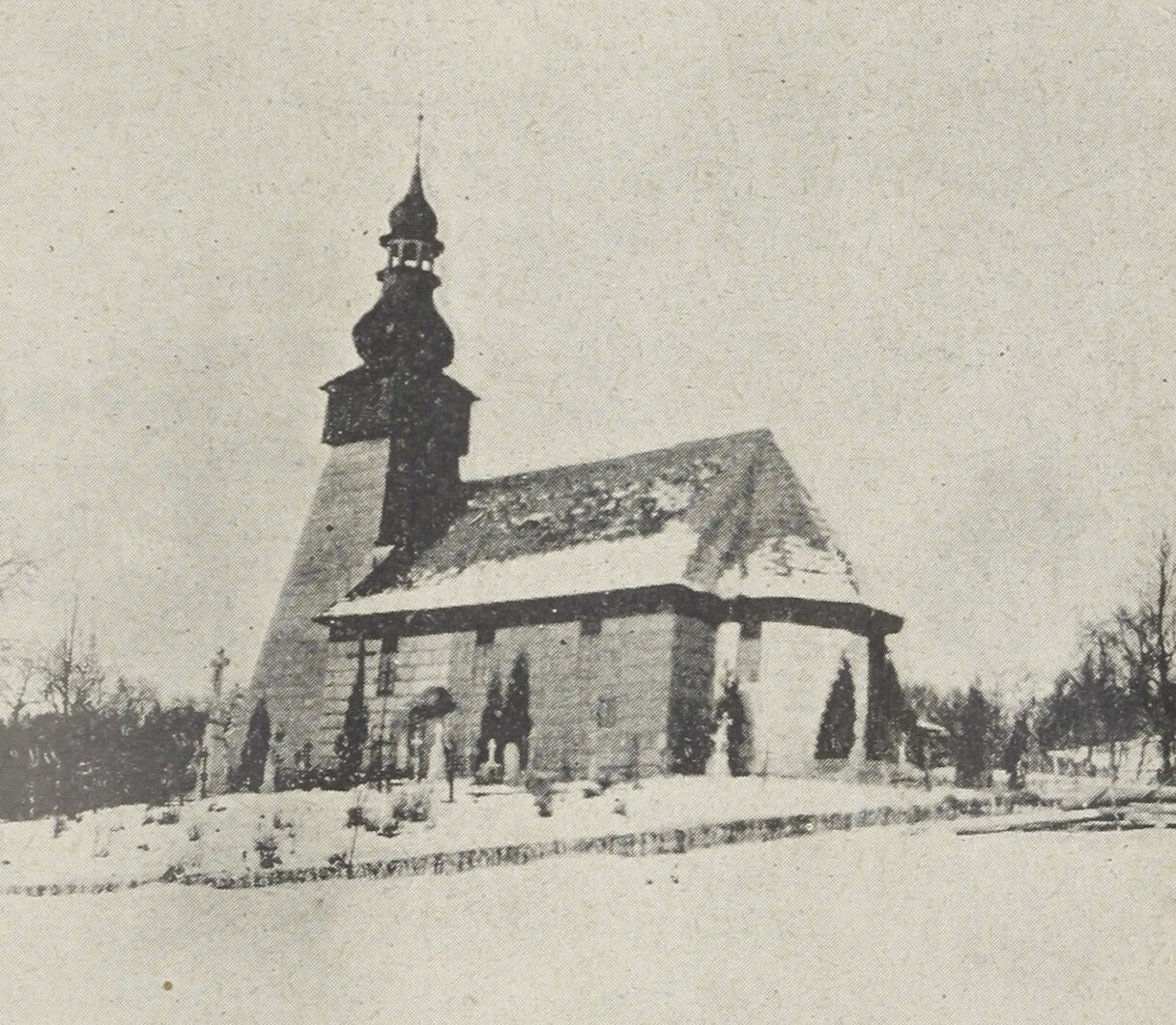
Kościół przed 1932

Parafia w Kończycach Wielkich została po raz pierwszy wzmiankowana w spisie świętopietrza z 1335. Poprzednik obecnego kościoła, również drewniany i pod tym samym wezwaniem, lecz mniejszy, opisany jest w protokołach wizytacyjnych z 1679 i 1688. W 1749 nowym proboszczem został ks. Szymon Świeży, który to w 1751 zlecił wybudowanie Jerzemu Dziendzielowi z Zabłocia nowej wieży. W 1774 rozpoczęto budować nowy i obecny kościół parafialny, a z powodu braku innego gruntu i żeby na czas budowy nie stracić starego, mniejszego kościoła, nowy i dużo większy obudowano wokół niego, czym zajął się bobrecki cieśla, Paweł Krzyżyk. Gdy po trzech latach ukończono wznosić dach, stary kościół rozebrano. Zasłużonego księdza proboszcza Szymona Świeżego pochowano przed prawym ołtarzem bocznym św. Filomeny. W 1884 kościół gruntownie odnowiono, rozebrano przylegające doń soboty a we wnętrzu wymalowano nowe polichromie. Jeszcze ze starego kościoła zachowano zamontowane w wieży dzwony, na największym można wyczytać rok powstania – 1489, mniejszy jest z 1555. Trzeci dzwon w starym kościele był z 1623, a sygnaturka z 1752.

## Architektura
Najstarszą część konstrukcji stanowi wysoka wieża kryta gontem, zakończona barokowym, smukłym hełmem z pozorną latarnią. By wytrzymać kołysanie się dzwonów zamieszczonych w izbicy wieża jest konstrukcji słupowej a jej ściany są nadprzeciętnie pochyłe. Nawa główna i prezbiterium są konstrukcji zrębowej i przykryte jednokalenicowym dachem przykrytym gontem. Po bokach prezbiterium znajdują się przybudówki mieszczące empory.

## Wnętrze

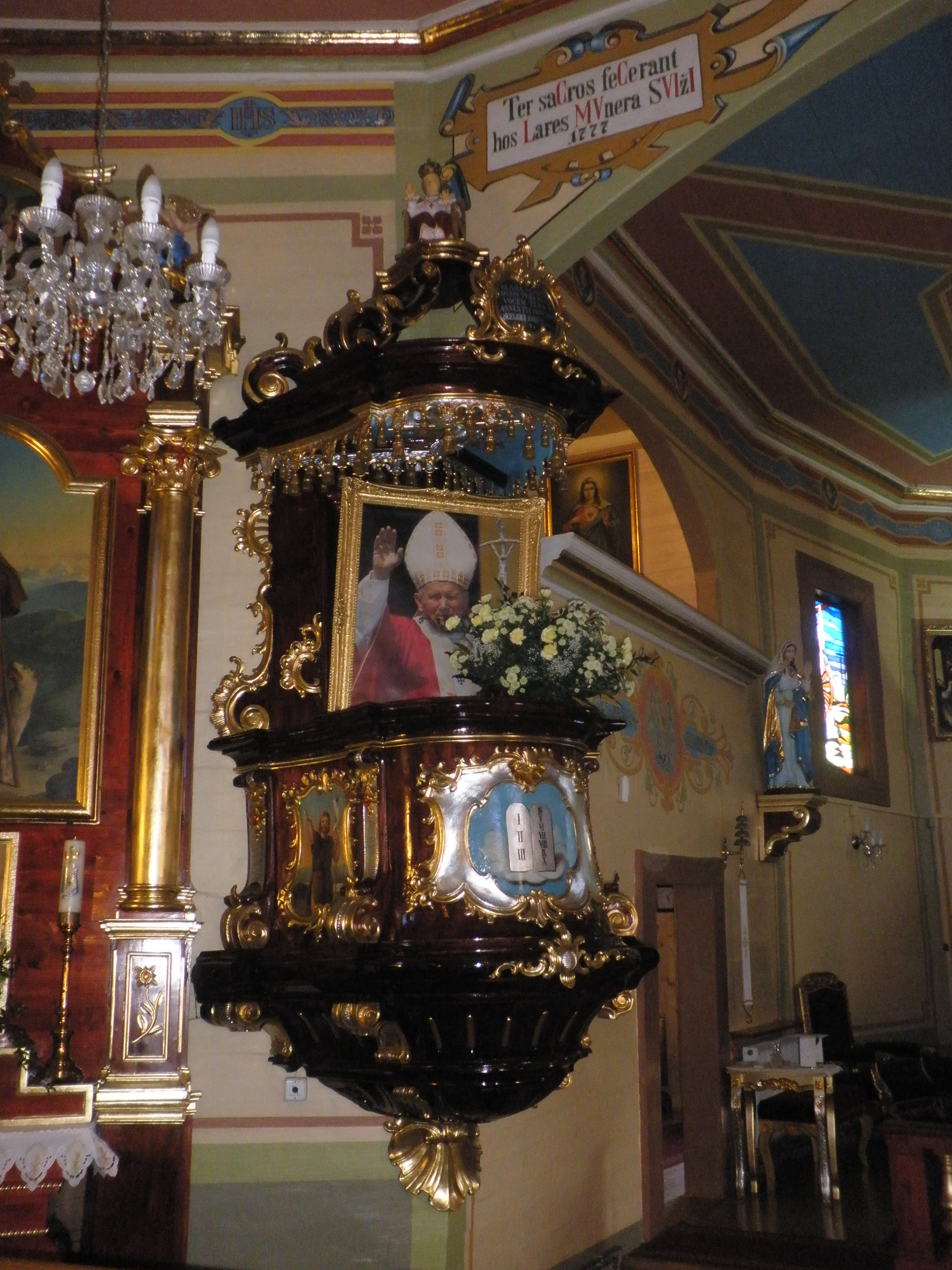
Ambona

Wnętrze kryje płaski strop. Ampory mieszczące ławy kolatorskie po bokach prezbiterium z wnętrzem połączone są przez półkoliste arkady. Wyposażenie jest skromne i barokowe. Ołtarz główny przedstawia patrona świątyni, św. Michała Archanioła, a poza nim w świątyni mieszczą się dwa boczne, XIX-wieczne ołtarze. Na rokokowej chrzcielnicy wykonanej przez Mathiasa Weissmanna z Frydku z 1737 przedstawiony jest chrzest Chrystusa w Jordanie. Ambona spod dłuta rzeźbiarza Jana Hrabca, również z Frydku, dotarła do Kończyc Wielkich w 1781, częściowo zniszczona w trakcie przeprawy przez Olzę.